# Мандарин
Мандари́н (лат. Cītrus reticulāta) — небольшое вечнозелёное дерево, вид рода Цитрус (Citrus) семейства Рутовые (Rutaceae); это же слово обозначает плод этого растения.

## Название
Слово «мандарин» заимствовано в русский язык из испанского языка (вероятно, через французский язык). Испанское mandarin восходит к португальскому mandarim (в значении 官吏 guānlì «чиновники»), которое, в свою очередь, восходит к древнеиндийскому mantrī́ (mantrín-) — «советник, министр».
В русский язык слово «мандарин» в значении «фрукт» пришло из французского языка (mandarinier), а в значении «должностное лицо» — из португальского через немецкий (Mandarin).

## Ботаническое описание

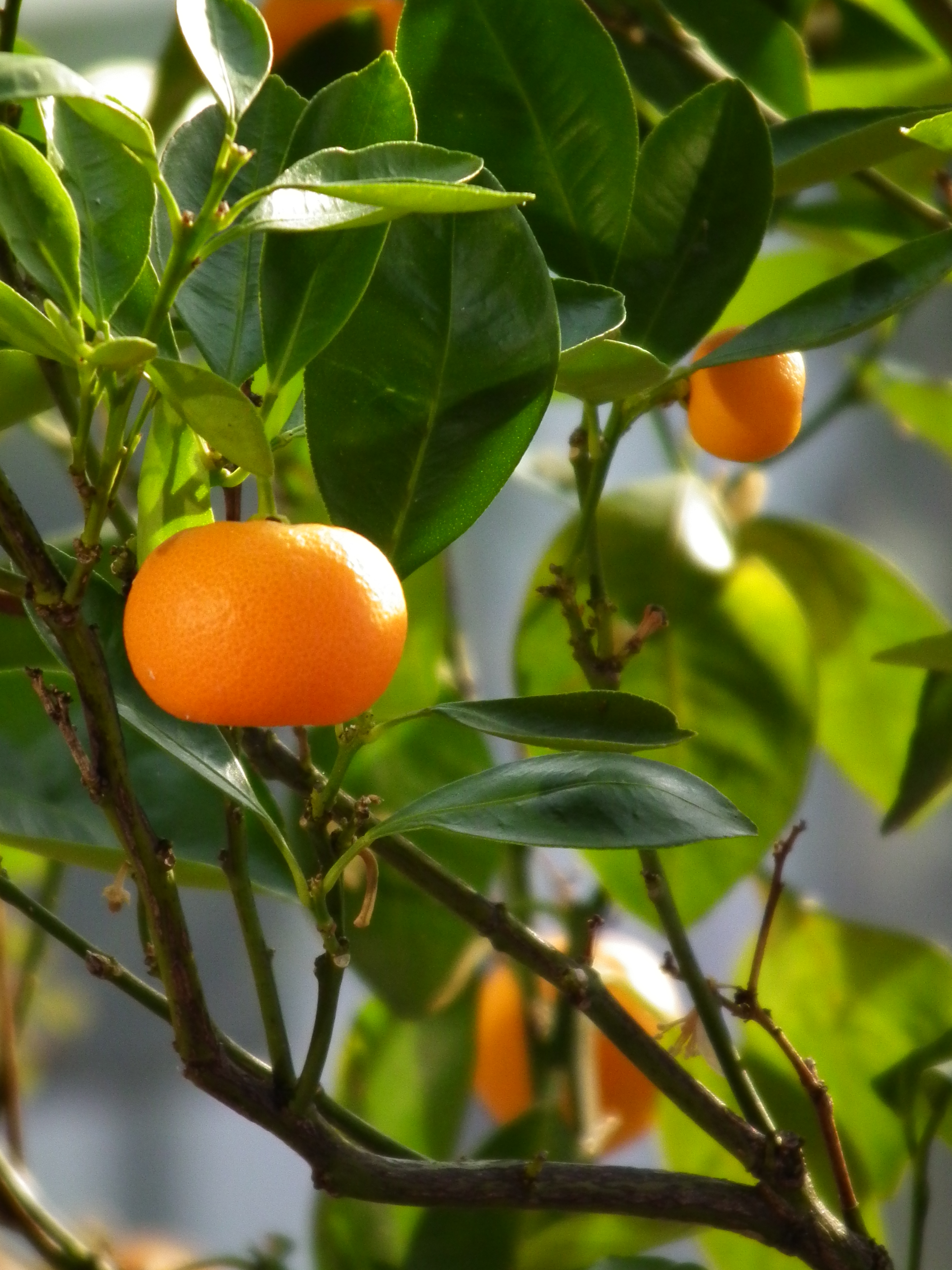
Мандарин

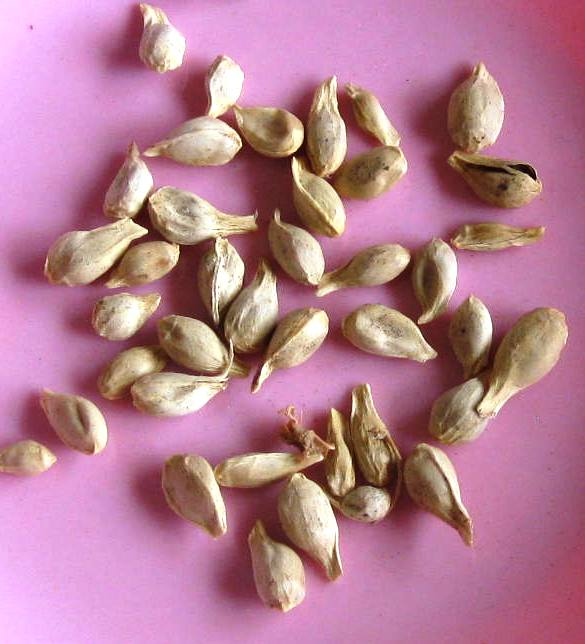
Семена мандарина

Дерево небольшого размера, обычно не превышающее в высоту 4 м; к 30 годам, однако, может достичь пятиметровой высоты (урожай с такого дерева составляет 5—7 тысяч плодов за один сезон).
Молодые побеги тёмно-зелёные. Листья сравнительно небольшие, яйцевидные или эллиптические, черешки почти без крылышек или слегка крылатые.
Цветки одиночные или размещены по два в пазухах листьев. Лепестки матово-белые, тычинки большей частью с недоразвитыми пыльниками и пыльцой.
Плоды многогнёздные и многосемянные, 4—6 см в диаметре; слегка сплюснуты от основания к верхушке, так что ширина их заметно больше высоты. Мандарины выделяются среди других цитрусов тем, что плоды имеют тонкую кожуру, которая легко отделяется от мякоти (у некоторых сортов кожура отделена от мякоти воздушным слоем и почти не касается последней).
Жёлто-оранжевая мякоть плода состоит из множества соковых мешочков — веретеновидных, заполненных соком волосков (по своему происхождению соковые мешочки представляют собой выросты внутренней эпидермы плодолистиков). Плод такого устройства (он происходит из верхней завязи и характерен также и для других представителей рода Цитрус: апельсин, лимон, померанец и другие) называется «гесперидий»; это — весьма своеобразная разновидность ягодообразного плода. У мандарина мякоть легко разделяется на 10—12 долек, являющихся гнёздами плода; каждая содержит одно или два семени, расположенных одно над другим.
Наружный слой гесперидия мандарина (который из-за жёлто-оранжевой окраски зрелых плодов называют флаведо — от лат. flavus «жёлтый») содержит большое количество крупных просвечивающих шаровидных желёзок, содержащих эфирное масло. Внутренний слой из-за белого цвета, характерного для зрелых плодов, называется альбедо — от лат. albus «белый»; у мандарина альбедо рыхлое, так что мякоть легко отделяется от кожуры. Этот слой на ранних этапах развития плода служит водоносным слоем, но после формирования соковых мешочков он постепенно атрофируется, обретая губчатую структуру. Сильный аромат плодов мандарина отличает его от других цитрусовых, а мякоть обычно слаще мякоти апельсина.
Мандарин характеризуется необычайным полиморфизмом, в результате чего группы его сортов (или даже отдельные сорта) были описаны разными авторами как самостоятельные виды. Особенно большим разнообразием выделяются плоды тропических сортов.
Созревают в ноябре — декабре.

## Распространение
| Китай                                                    | 17155   |
| Испания                                                  | 2942    |
| Турция                                                   | 1337    |
| Марокко                                                  | 1078    |
| Египет                                                   | 1020    |
| Бразилия                                                 | 998     |
| Япония                                                   | 805     |
| США                                                      | 780     |
| Республика Корея                                         | 699     |
| Иран                                                     | 652     |
| Италия                                                   | 649     |
| Мир                                                      | 32792,5 |
| Продовольственная и сельскохозяйственная организация ООН |         |

Родом из южного Китая и Кохинхины; в дикорастущем состоянии неизвестен. В Европу завезён только в начале XIX века.
В Индии, странах Индокитая, Китае, Южной Корее и Японии — самая распространённая культура цитрусовых. Широко культивируется также по всему Средиземноморью — в Испании, Италии (особенно распространён на Сицилии), Греции (особенно распространён в Арголиде), южной Франции, Марокко, Алжире, Египте, Турции; выращивается в Абхазии, Грузии, Азербайджане, а также в США (Флорида), Бразилии и Аргентине.
На территории бывшего СССР мандарины выращивают в Закавказье, в основном на черноморском побережье, в Абхазии и в районе Сочи, которые считаются самыми северными в мире районами их культивирования. В небольших количествах мандарины возделываются в Ленкоранском районе Азербайджана.

## Хозяйственное значение и применение
Плоды мандарина используют в пищу и для получения эфирных масел.

## Сезон мандаринов
Конец года — это период, когда Россия сталкивается с дефицитом свежих фруктов и овощей, за исключением мандаринов. Мандарины поставляются на российский рынок в огромных количествах, что делает их идеальным выбором для удовлетворения потребностей в витаминах и полезных элементах для иммунитета и организма в целом.
Сроки созревания мандаринов зависят от многих факторов, включая климатические условия, погодные явления, уход и характеристики сорта. Самые ранние мандарины, доступные в октябре, редко производятся в промышленном масштабе. Поздние сорта, появляющиеся в ноябре — декабре, обладают более сладким и насыщенным вкусом.
Мандарины, выращенные в России, произрастают на Северном Кавказе и в ряде городов Краснодарского края. Условия для их выращивания далеки от идеальных, что приводит к задержке созревания и появлению плодов в магазинах только под конец декабря. Чем дольше мандарин находится на дереве, тем слаще он становится, но российские условия могут стать губительными из-за морозов, которые могут погубить урожай.
Самые крупные зарубежные поставщики мандаринов в Россию — Испания, Израиль, Абхазия, Китай, Турция и Марокко. Страна, несмотря на наличие собственного производства, занимает лидирующие позиции по импорту фрукта. Мандарины отправляют в магазины уже в конце ноября, чтобы реализовать их к новогодним праздникам, когда спрос наивысший.